# 西瓜波山
西瓜 波山（すいか はざん、1960年2月21日 - ）は、日本の漫画家。主に成人向け漫画を執筆している。

## 略歴
デビュー当初はわたなべ まことのペンネームで、大洋図書『COMICポプリクラブ』を拠点に作品を発表。後にSR渡辺 誠（エスアールわたなべ まこと）へ改名したが諸事情により1997年に再度、現在のペンネームへ改名する。

## 単行本
わたなべまこと名義
- とこやのTAKE KID（大洋図書）
- THEハレギGAL（大洋図書）

SR渡辺（渡邉）誠名義
- 放課後のおべんきょう（松文館）
- DOHCガール（松文館）
- おべんきょーしなきゃ（コスミックインターナショナル）

西瓜波山名義
- 淫獣倶楽部（松文館）
- 酒池肉林の旅（松文館）
- 裏淫獣倶楽部（松文館）
- 猥褻女教師（松文館）
- 強制猥褻犯罪（松文館）